# سن-گابریل، کبک

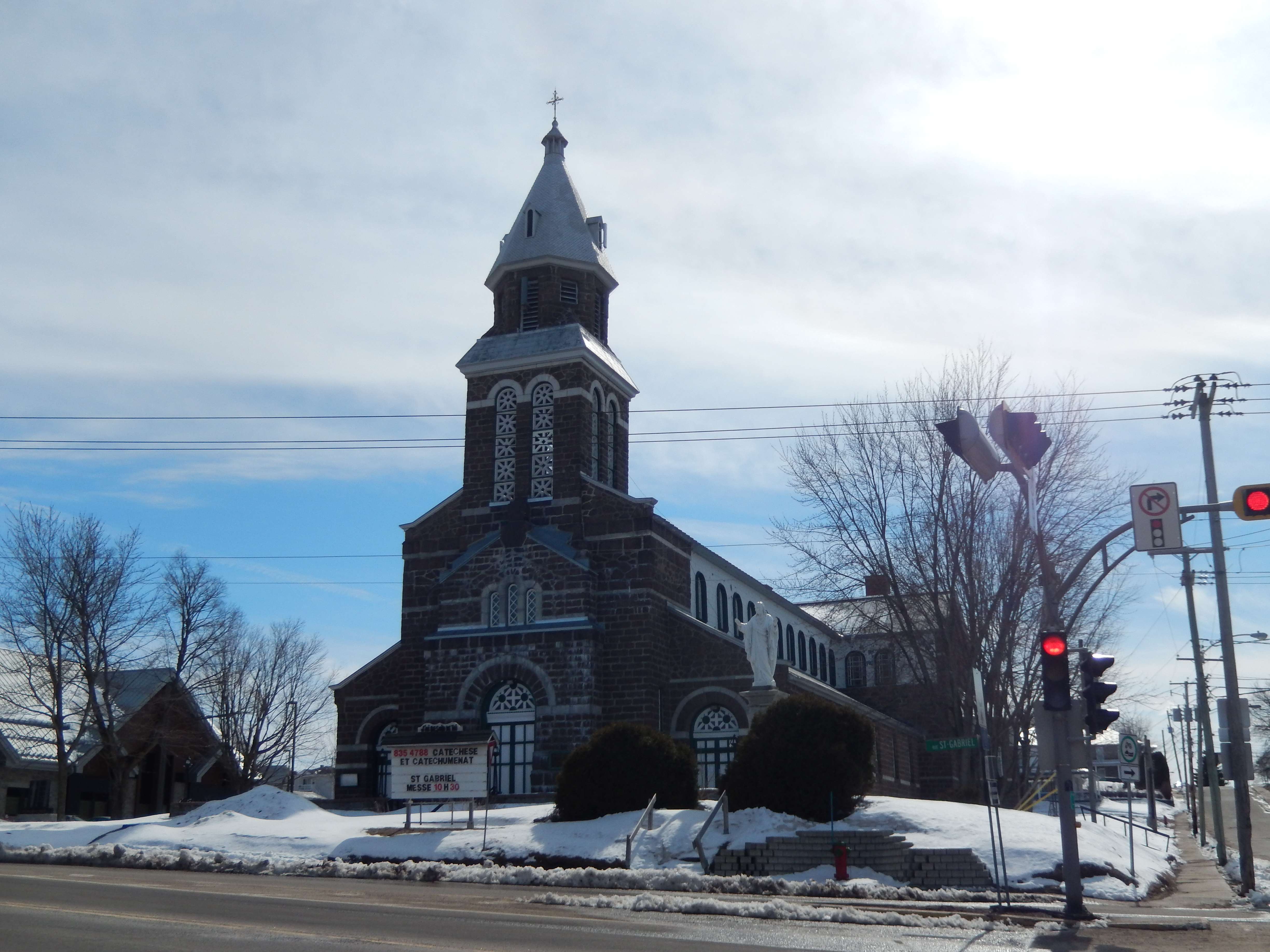
کلیسای سن گابریل.کانادا

سن-گابریل (به فرانسوی: Saint-Gabriel) شهرکی در منطقه شهری دوتره ناحیه لانودییر در استان کبک کانادا است. در سرشماری سال ۲۰۱۱ این شهرک ۲٬۶۶۰ نفر جمعیت داشته‌است و مساحت آن ۲٫۹ کیلومتر مربع است.